# Abația Sainte-Marie de Valmagne

Abația Sainte-Marie de Valmagne (în franceză Abbaye Sainte-Marie de Valmagne) a fost în Evul Mediu un așezământ monahal cistercian din Valmagne Franța. Mănăstirea este localizată în Villeveyrac din arondisementul Montpellier al departamentului Hérault din regiunea Languedoc-Roussillon la circa 13 km est de Pézenas, aproape 40 de kilometri nord-est față de localitatea Béziers și aproximativ 30 kilometri spre sud-vest față de Montpellier. Înființarea mănăstirii a avut loc în anul 1139.

## Imagini

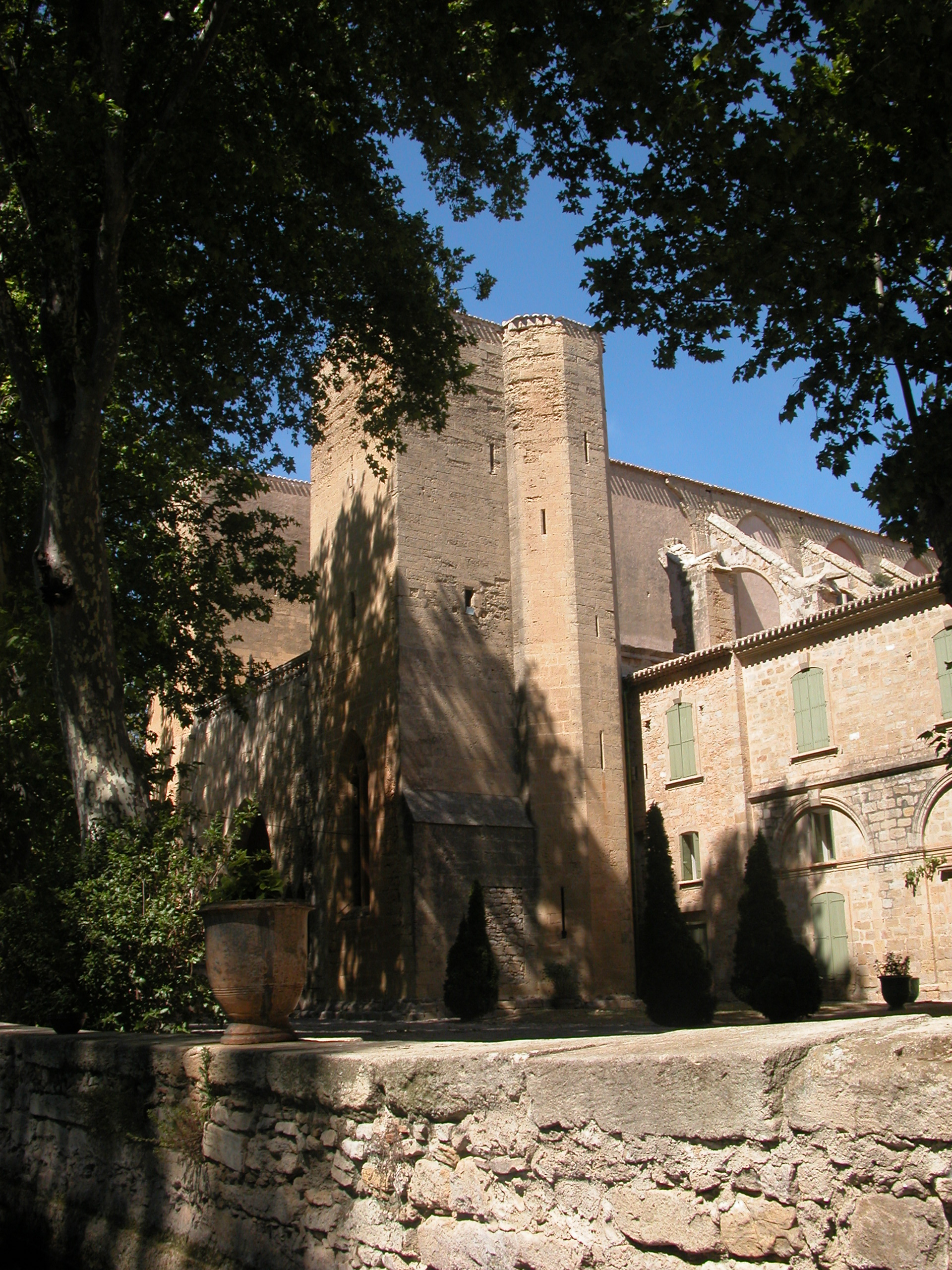
Intrarea
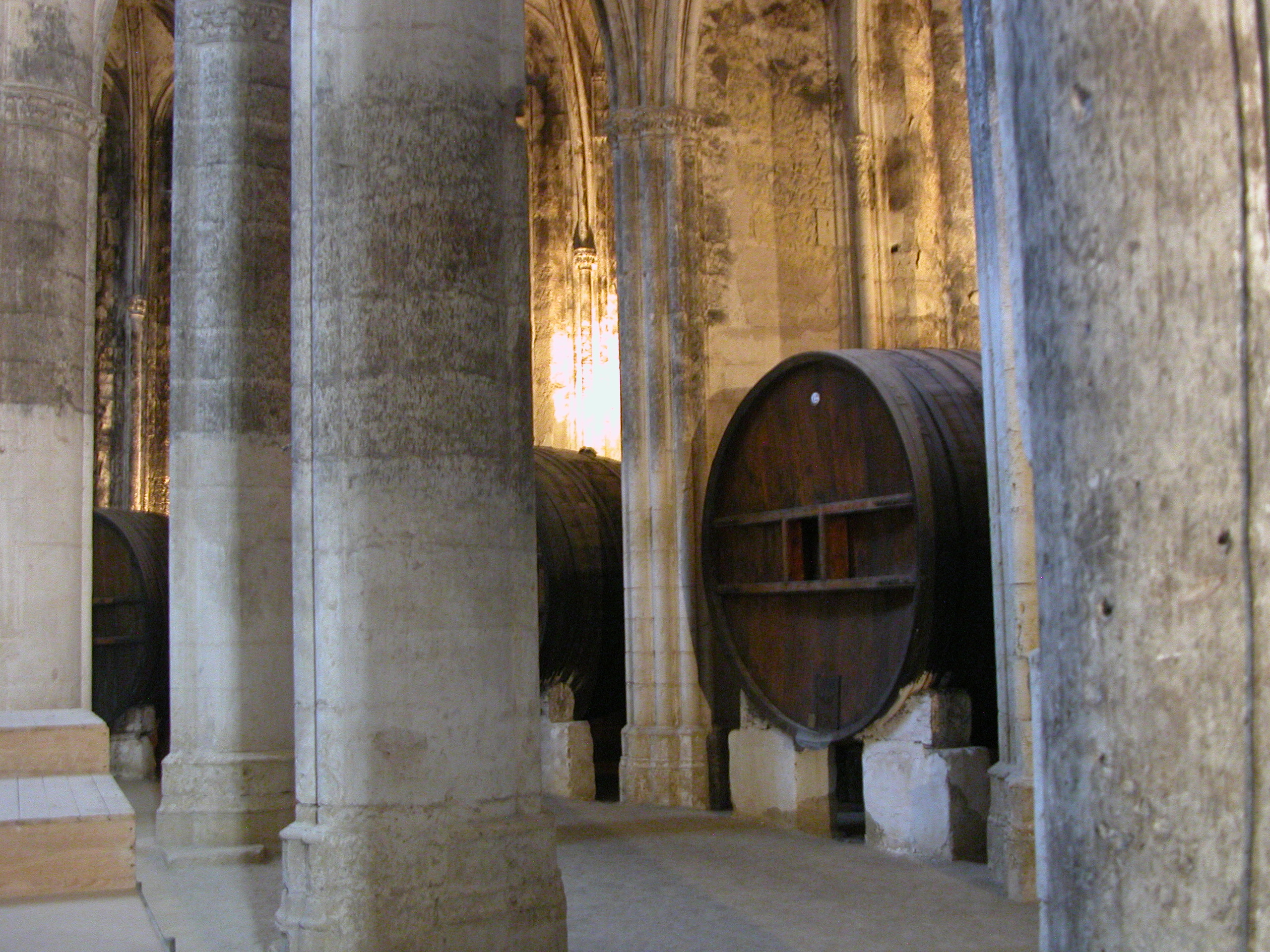
Biserica (transformată în pivniță pentru vin)
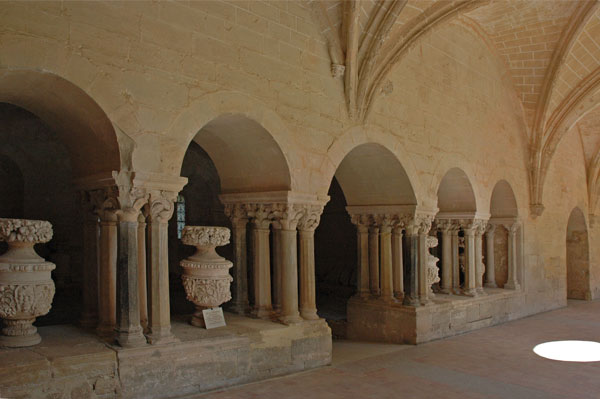
Intrarea spre Trapeză
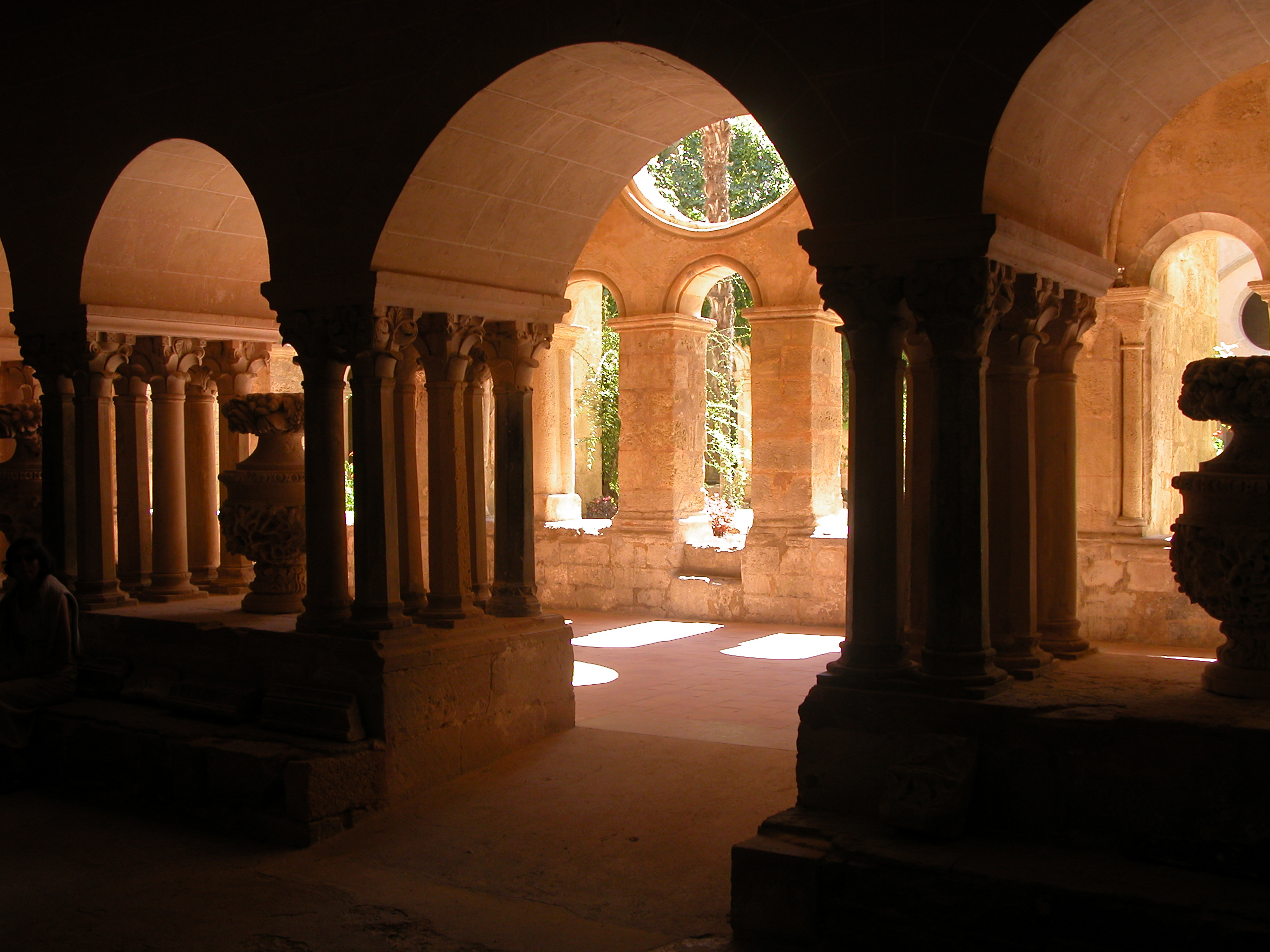
Trapeza
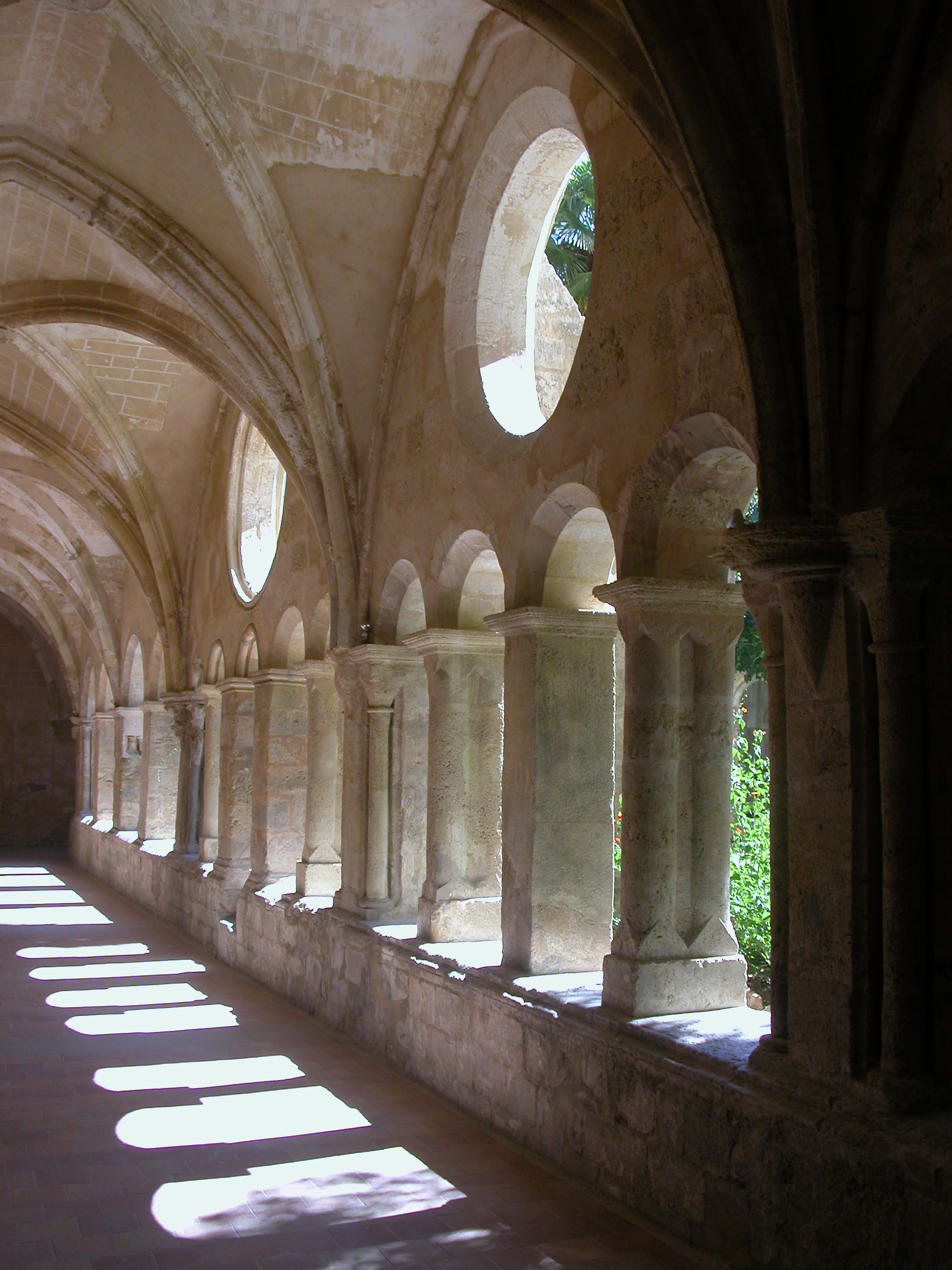
Pridvorul cu arcade
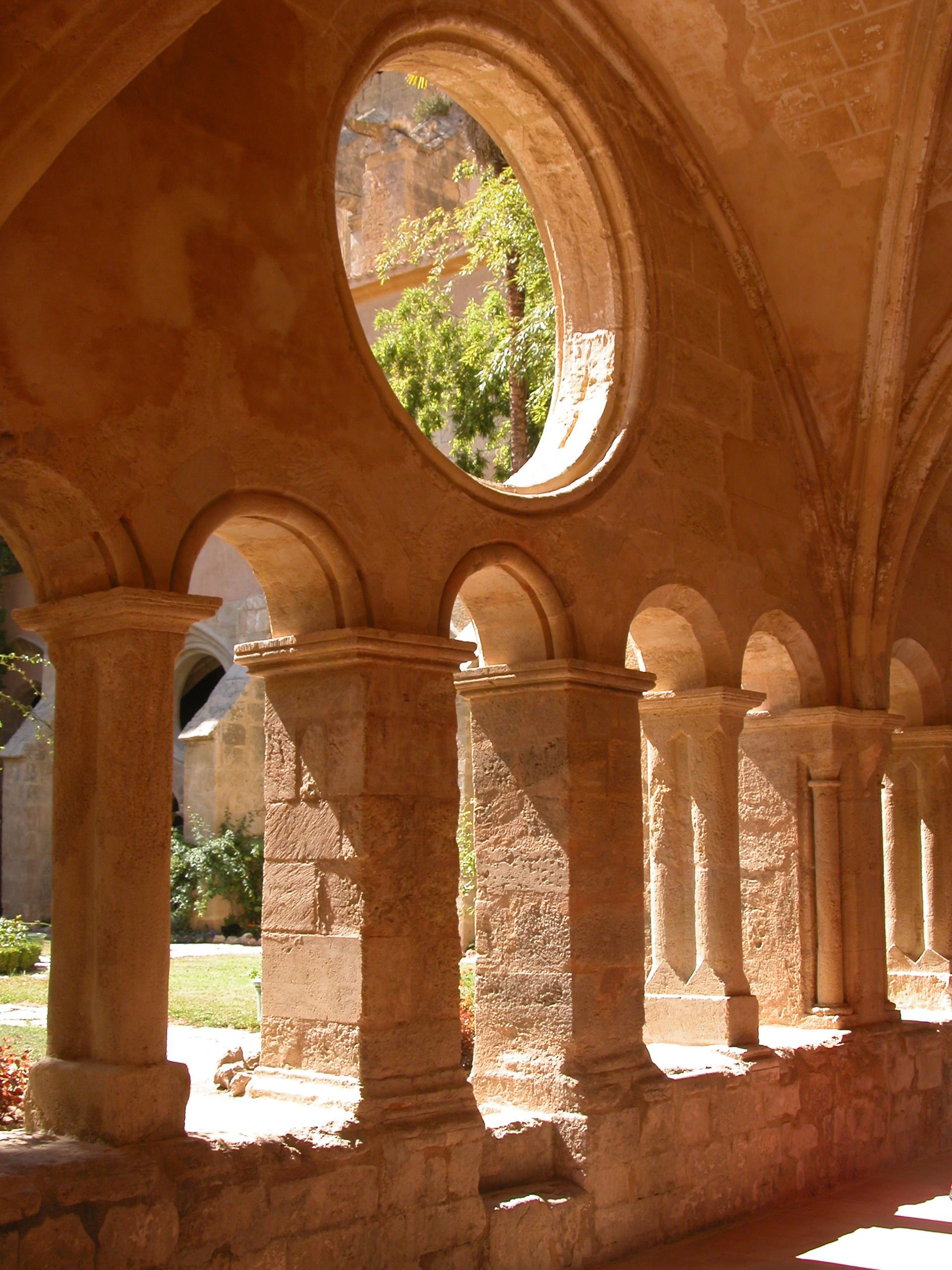
Pridvorul cu arcade
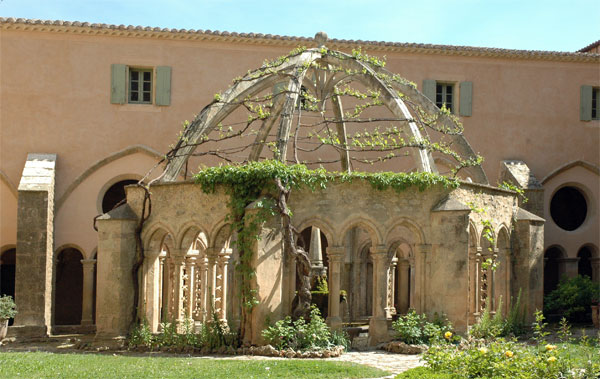
Fântâna
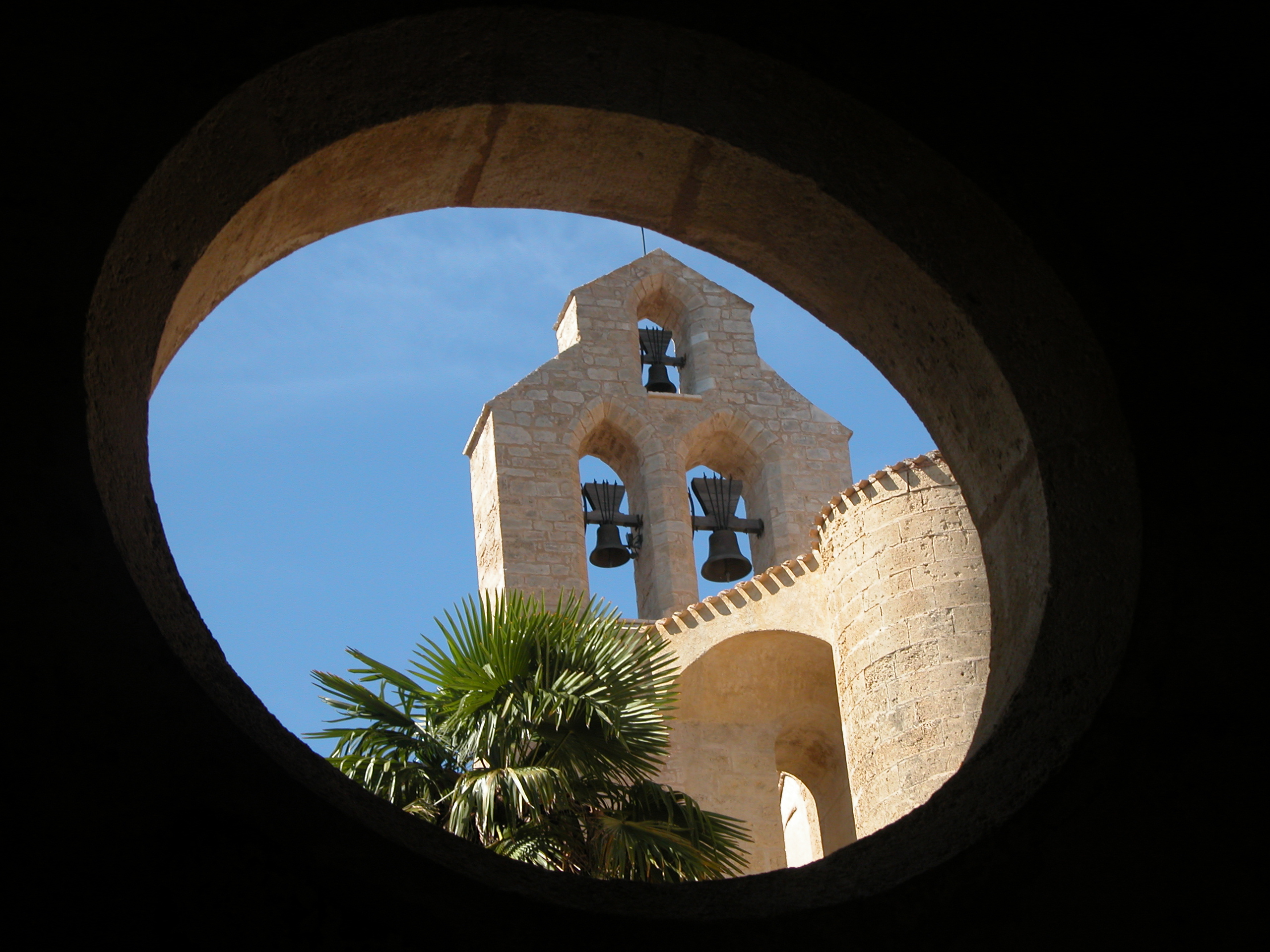
Clopotnița